# ألفرد ميرلين
ألفرد ميرلين (بالفرنسية: Alfred Merlin) هو عالم آثار ومؤرخ فرنسي، ولد في 13 مارس 1876 في أورليان في فرنسا، وتوفي في 16 مارس 1965 في نويي-سور-سين في فرنسا.